# Hecho en España
Hecho en España è un album dal vivo del gruppo musicale messicano RBD, pubblicato nel 2007.

## Tracce

### CD 1
1. Obertura celestial
2. Cariño mio
3. Ser o paracer
4. Wanna Play
5. Dame
6. Money Money
7. Quiero poder
8. Sálvame
9. Bésame sin miedo
10. I Wanna Be the Rain

### CD 2
1. Algún día
2. Medley (Quiza/Este corazón)
3. No pares
4. Tu amor
5. Nuestro amor
6. Aún hay algo
7. Tras de mi
8. Celestial
9. Rebelde
10. Cariño mio Reprise